# Amasia

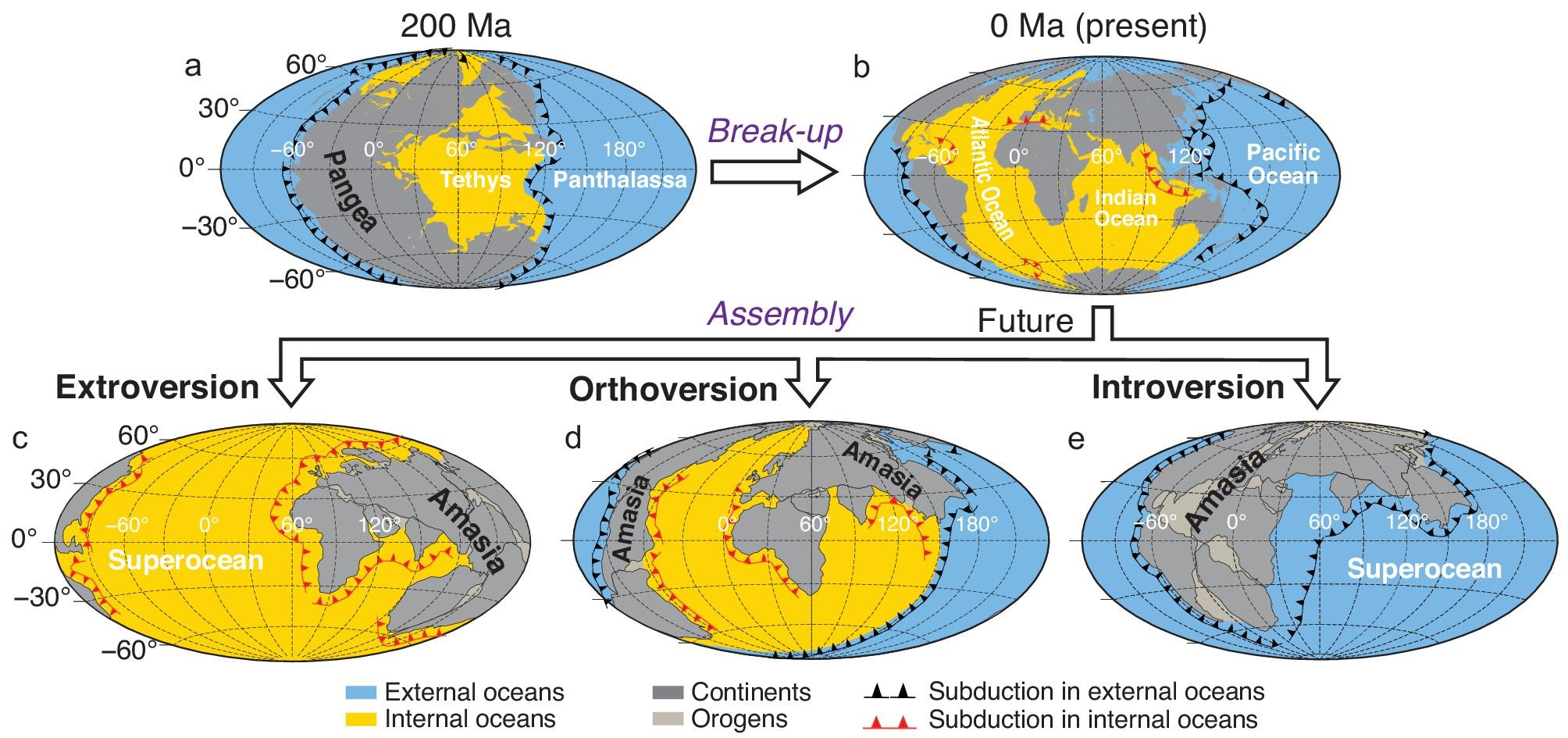
Representación del supercontinente Amasia cuando se forme dentro de 200 millones de años.

Amasia es un posible supercontinente del futuro que podría formarse por la fusión de Asia y Norteamérica dentro de 200 millones de años. Esta configuración, que es una versión opuesta a Pangea última, podría efectuarse si la dorsal mesoatlántica del océano Atlántico continúa abriéndose mientras Eurasia rota bajo el impulso de África en dirección al norte. Bajo tales circunstancias, Norteamérica podría fusionarse con Asia a lo largo de la línea de sutura de Siberia. Aproximadamente al mismo tiempo, Australia y la Antártida se dirigirían al noreste en un proceso que cerraría en gran parte el océano Pacífico. El Atlántico actual habría crecido entonces hasta convertirse en el océano más grande del Nuevo Mundo.
En 1992, el geólogo Chris Hartnady, de la Universidad de Ciudad del Cabo, Sudáfrica, aceptó el desafío de imaginar el próximo supercontinente. Como el Atlántico continúa ampliándose, explicó: «las Américas, moviéndose en el sentido de las agujas del reloj alrededor de un punto central en el nordeste de Siberia, parecen destinadas a fusionarse con la margen este del futuro supercontinente, al que el geólogo de Harvard Paul Hoffman llamó Amasia».
En esta visión del futuro, Australia continúa hacia el norte, mientras que África y la Antártida permanecen más o menos en su posiciones actuales.
Roy Livermore, de la Universidad de Cambridge, llegó a una conclusión similar. A finales de los años 90 creó su propia versión de Amasia, un supercontinente que llamó Novopangea: «Me he tomado la libertad de abrir una nueva grieta entre el océano Índico y el Atlántico norte —dice—. Sabemos que la grieta del este africano está activa, de manera que proyectamos eso al futuro abriendo un pequeño océano. África Oriental y Madagascar se mueven a través del océano Índico hasta llegar a Asia; Australia ya ha tocado el sudeste asiático». Al sur de lo que hoy es la India, una cadena montañosa ha surgido del mar a lo largo de una nueva zona de subducción. Justo al sur se encuentra la Antártida. En el futuro ideado por Livermore, todos los actuales continentes forman parte: «No creo que la Antártida se quede en el polo -afirma-. Quiero que venga hacia el Norte». Para que esto suceda postula una nueva zona de subducción.